# Charles Howard (1629-1685)

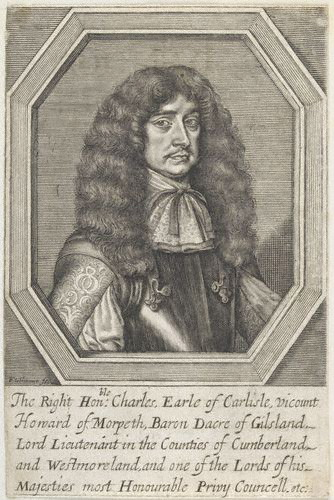
Charles Howard

Charles Howard (1629 – 24 februari 1685), 1e graaf van Carlisle, was een Engelse politieke en militaire leider.

## Afkomst
Charles Howard was de eerste in een lijn van graven uit het geslacht Howard. Zijn vader was William Howard uit Naworth in Cumberland, en zijn moeder Mary, de dochter van William, Lord Eure. Zijn overgrootvader was William Howard (bijgenaamd Belted Will).

## Voorstander van Cromwell
In 1645 werd hij protestant. Nadat hij in 1650 werd hij benoemd tot High Sheriff van Cumberland, werd hij een voorstander van het Engelse Gemenebest van Oliver Cromwell. Hij kocht het kasteel Carlisle, en werd gouverneur van het dorp. Hij onderscheidde zich in de slag bij Worcester, waar hij aan de zijde van Cromwell vocht. In 1653 werd hij lid van de Staadsraad. In hetzelfde jaar werd hij kapitein van Cromwells lijfwacht, en vervulde hij verschillende publieke ambten. In 1655 kreeg hij het bevel over een regiment soldaten, met de opdracht om de rebellen in het noorden aan te vallen. Tevens werd hij adjunct-generaal-majoor van Cumberland, Westmorland en Northumberland.

## Parlementslid
Howard heeft zitting gehad in verschillende parlementen van het Lagerhuis en in het Hogerhuis:
- Lagerhuis, parlement van 1653: afgevaardigde voor Westmorland
- Lagerhuis, parlement van 1654: afgevaardigde voor Cumberland
- Lagerhuis, parlement van 1656: afgevaardigde voor Cumberland
- Hogerhuis, 1657
- Lagerhuis, april 1660: afgevaardigde voor Cumberland.

In het Hogerhuis stemde hij vóór een koninklijke titel voor Cromwell.

## Restauratie
In 1659 drong hij er bij Richard Cromwell, de zoon van Oliver, op aan dat deze zijn regering met gebruik van geweld zou verdedigen tegen de legerleiders. Dit advies werd echter afgewezen. Daarop gebruikte Howard zijn invloed ten gunste van de restauratie van de monarchie.

## Overige titels en rangen
- Na de restauratie: custus rotulorum van Essex, Lord-luitenant van Cumberland, en Lord-luitenant van Westmorland
- 20 april 1661: baron van Gillesland, burggraaf van Morpeth, en graaf van Carlisle
- 1661: viceadmiraal voor de kust van Northumberland, Cumberland en Durham
- 1663: ambassadeur voor Rusland, Zweden en Denemarken
- 1667: luitenant-generaal van de strijdkrachten
- 1672: lord-luitenant van Durham
- 1673: adjunct-earl marshal
- Juli 1678 – juni 1680: gouverneur van Jamaica

## Persoonlijk leven
Hij was getrouwd met Anne, dochter van Edward, 1e Lord Howard van Esrick. Zijn oudste zoon Edward volgde hem op als de 2e Graaf van Carlisle. Zijn dochter Mary trouwde met Sir John Fenwick, een samenzweerder tegen de Engelse troon die in 1697 werd onthoofd. Charles Howard overleed in 1685, en werd begraven in de York Minster.
- Biblioteca Nacional de España: XX1617968
- Gemeinsame Normdatei: 122451414
- International Standard Name Identifier: 0000 0001 0816 1157
- Library of Congress Control Number: n85355813
- Nationale Bibliotheek van Israël: 987007357094105171
- SNAC: w68w3kxj
- Système universitaire de documentation: 088923541
- Virtual International Authority File: 121752047
- WorldCat: E39PCjGDKBQc9X6cwRXDD9FFXb